# Lego House
Lego House è un singolo del cantautore Ed Sheeran, pubblicato l'11 novembre 2011 come terzo estratto dal primo album in studio +.
Il brano è stato scritto da Ed Sheeran, Jake Gosling, Chris Leonard e prodotto da Jake Gosling. Nel Regno Unito è entrato in rotazione radiofonica su BBC Radio 1 l'8 settembre 2011.

## Video musicale
Il video musicale, diretto da Emil Nava e pubblicato il 20 ottobre 2011 attraverso il canale YouTube di Sheeran, mostra uno stalker fan ossessivo del cantante, interpretato dall'attore Rupert Grint che cerca di emularlo. Questo è un riferimento a Stan di Eminem che è uno degli artisti che hanno più ispirato Sheeran. 

## Tracce
CD
1. Lego House – 3:05
2. Lego House (Gosling Remix) (feat. P Money) – 3:50
3. Lego House (The Prototypes Remix) – 4:24
4. Lego House (Subscape Remix) – 5:10
5. Lego House (Acoustic) – 3:07
6. Grade 8 (Acoustic) – 3:00

7"
- Lato A

1. Lego House – 3:05

- Lato B

1. Grade 8 (Acoustic) – 3:00

Download digitale
1. Lego House (Acoustic) – 3:07
2. Lego House (Gosling Remix) (feat. P Money) – 3:50
3. Lego House (The Prototypes Remix) – 4:24
4. Lego House (Subscape Remix) – 5:10
5. Grade 8 (Acoustic) – 3:00

## Classifiche

### Classifiche settimanali
| Classifica (2011-12) | Posizione massima |
| -------------------- | ----------------- |
| Australia            | 4                 |
| Austria              | 59                |
| Belgio (Fiandre)     | 6                 |
| Belgio (Vallonia)    | 53                |
| Germania             | 51                |
| Irlanda              | 5                 |
| Italia               | 25                |
| Nuova Zelanda        | 5                 |
| Paesi Bassi          | 25                |
| Regno Unito          | 5                 |
| Svizzera             | 59                |

### Classifiche di fine anno
| Classifica (2012) | Posizione |
| ----------------- | --------- |
| Nuova Zelanda     | 17        |